# Much Ado About Nothing - Original Motion Picture Soundtrack
Much Ado About Nothing - Original Motion Picture Soundtrack è la colonna sonora del film del 1993 Molto rumore per nulla. La colonna sonora è stata composta da Patrick Doyle. 

## Tracce
1. "The Picnic" (2:57)
2. "Overture" (4:20)
3. "The Sweetest Lady" (2:05)
4. "The Conspirators" (2:39)
5. "The Masked Ball" (1:55)
6. "The Prince Woos Hero" (1:18)
7. "A Star Danced" (2:43)
8. "Rich She Shall Be" (1:42)
9. "Sigh No More Ladies" (1:58)
10. "The Gulling of Benedick" (3:12)
11. "It Must Be Requited" (1:58)
12. "The Gulling of Beatrice" (1:41)
13. "Contempt Farewell" (1:32)
14. "The Lady is Disloyal" (2:14)
15. "Hero's Wedding" (0:47)
16. "Take Her Back Again" (3:10)
17. "Die to Live" (4:43)
18. "You Have Killed a Sweet Lady" (3:03)
19. "Choose Your Revenge" (1:48)
20. "Pardon, Goddess of the Night" (4:32)
21. "Did I Not Tell You" (1:40)
22. "Hero Revealed" (1:26)
23. "Benedick the Married Man" (2:06)
24. "Strike Up Pipers" (2:41)